# GOLDENマーケット
GOLDENマーケット（ゴールデンマーケット）は、北海道札幌市で行われる、フリーマーケットを主体としたイベント。「ゴルマ」の愛称でも知られる。

## 概要
テレビ北海道の開局10周年イベントとしてTVhと同じTXN系のテレビ愛知が当時ナゴヤドームを用いて開催していたマンモスフリーマーケットを参考にし初開催。
屋内で行われる北日本最大のフリーマーケットとして、第1回を1998年4月25日と26日に開催した。テレビ北海道が主催し、開催日前よりテレビCMを、同じ北海道新聞系列でかつ道新ともども後援に当たるエフエム北海道でラジオCMを放送。一般参加のほか、セミプロやプロも出店することが可能であり、1.8×2メートル四方～3.6×4メートル四方のサイズを1ブースとする。入場には入場チケットが必要であり、市内の一部コンビニエンスストアやプレイガイドにて販売されている。かつてはテレビ北海道の会員クラブである「CLUB TVh」に入会することで出店料や入場料の割引サービスをうけることができたが、2011年3月の同クラブ終了により割引は廃止となった。
その他入場の際には入口で粗品が渡され、会場内で景品付きのアンケートが行われる。つどーむ入口付近の広場にはたこ焼きやフランクフルトを販売する店舗も出店しており、2007年春には移動型の大型エキシビジョンが登場した。また、出店者には開催日よりおよそ1週間前より出展者パスが送られ、開場前に入場する場合や再入場する際に必要となる。
会場内はフリーマーケットのほか、商品PR・販売目的で各企業が設けたブースが設置されている。さらに、飲食可能なスペースやマッサージを行うブースも設けられており、毎年特設ステージが会場内に建設される。

## 会場・会期
- 通例、札幌市東区の札幌コミュニティドーム「つどーむ」において一年に春と秋の2回行われ、一度の開催につき2日及び3日間行われる。
- 不定期に札幌ドームにてGOLDENマーケット特別編として開催する場合がある。過去に2001年10月27 - 28日[3]、2009年（TVh開局20周年）には7月25日 - 26日、2014年（TVh開局25周年）7月27日[4]、2016年（ドーム開業15周年）12月18日に札幌ドームで開催された[5]。
- 2020年度はつどーむが改修工事を行ったことにより[6]、1998年の開始以来、春秋通して初の開催休止となった。工事終了後の2021年4月期（4月24日 - 25日）より再開したが、その後つどーむが新型コロナワクチン接種会場に使用されたことから同年10月期の開催を休止[7]、以降長期休止状態となっている。

## ステージイベント
- 開始当初は女性アイドルやJ-POP系アーティストによるライブが行われていたが、近年はアクターズスタジオ北海道やEverZOne・フルーティーらライブプロ所属のタレントなどの団体によるパフォーマンスや、吉本興業のお笑いライブが主に開催されている。出演は札幌吉本の所属芸人の他、これまで登場したゲストには次長課長（2005年）、チュートリアル（2006年）、タカアンドトシ（2007年）、オリエンタルラジオ（2008年）などがいる。
- 2009年はレラカムイ北海道の選手によるトークショーも行われた。ステージ前には客席が設けられ、ドーム内にある2階席にも面しており、イベント開始時間が近くなると係員によって入場制限が行われる。
- つどーむ改修工事終了後の開催となった2021年4月期は、先述の新型コロナウイルス感染症流行に配慮した構成となったため、ステージイベントは実施されなかった。